# بوشنرية
بوشنرية (بالإنجليزية: Buchnera)‏ هو أحد أجناس المتقلبات من عائلة الأمعائيات ويضم النوع الوحيد (بالإنجليزية: Buchnera aphidicola)‏.